# Buenaventura de Córdoba
Buenaventura de Córdoba y Miguel (Tortosa (Tarragona) 20 de marzo de 1806 - Valencia, 6 de junio de 1854) fue un biógrafo, historiador y político español del siglo XIX.

## Biografía
Hizo en su natal Tortosa los estudios primarios y luego marchó a Benicarló (Castellón) a estudiar gramática latina, albergándose en casa de sus abuelos paternos, que eran de allí. Estudió retórica en el Seminario de Barcelona y fue premiado en un certamen; luego Filosofía con los dominicos barceloneses y marchó a Valencia a estudiar jurisprudencia, que concluyó con 23 años; como se exigía mayoría de edad (fijada entonces en los 25 años) para practicar la abogacía, pasó los dos siguientes en Madrid como pasante de Joaquín María Freix, hermano del arzobispo de Tarragona. Fue amigo y condiscípulo de Joaquín Roca y Cornet y abogado del Colegio de Madrid, pero se trasladó a Barcelona como abogado y en 1835 fue nombrado promotor fiscal de uno de sus juzgados de primera instancia. En 1841 volvió a Madrid como fiscal del Supremo Consejo de Guerra y Marina hasta 1847, en que fue elegido diputado por Tortosa y renunció al cargo; disueltas las Cortes, fue nombrado jefe de lo contencioso en el Ministerio de Hacienda y elegido por segunda vez diputado por Tortosa. Por último fue nombrado magistrado de la Audiencia de Valencia, y allí falleció el seis de junio de 1854. Fue además auxiliar honorario de guerra, de ideología conservadora, pero no carlista.
Escribió una importante biografía de su paisano y amigo, pero no correligionario, el general carlista Ramón Cabrera, Vida Militar y Política de Cabrera en cuatro volúmenes (Madrid 1844-1845), que es fuente principal de la veintena de las biografías posteriores, entre las cuales solo aportan datos las de Román Oyarzun, Mariano Tomás, Roy Heman Chant y Conxa Rodríguez Vives. Córdoba concluye su relato en el exilio francés, antes incluso de su participación en la Campaña Montemolinista. Es, además, la única biografía autorizada por el propio Cabrera, quien puso a disposición del autor muchos documentos privados y revisó en persona el escrito. También escribió una biografía del filósofo Jaime Balmes, rigurosamente documentada, que le valió ser nombrado hijo adoptivo de la ciudad de Vich. Fue condecorado con la cruz de la Orden de Carlos III.

## Obras
- Vida militar y política de Cabrera, Madrid, Imp. D. Eusebio Aguado, 1844 y 1845, 4 vols. (Volúmenes I-II y III-IV disponibles en Google Libros)
- Noticia historico-literaria del Dr. D. Jaime Balmes, presbítero. Madrid: Eusebio Aguado, 1848,